# Zidi Xhelili
Zidi Xhelili, Zudi Dżelili (ur. 1961) – macedoński polityk narodowości albańskiej.
Czołowy polityk opozycyjnej Demokratycznej Partii Albańczyków, z jej ramienia kandydował w przedterminowych wyborach po śmierci prezydenta Macedonii Borisa Trajkovskiego w 2004; odpadł w pierwszej turze, uzyskując 8,63% poparcia (najwyższe – 37,04% w okręgu Tetowo).
Deputowany do Zgromadzenia (parlamentu).